# Kinh tế đá phiến dầu
Kinh tế đá phiến dầu tập trung giải quyết các vấn đề hiệu quả kinh tế trong việc chiết tách và xử lý đá phiến dầu. Hiệu quả kinh tế của đá phiến dầu phụ thuộc phần lớn vào giá dầu thô truyền thống, và lượng tiêu thụ sẽ duy trì ở một mức nhất định trong một khoảng thời gian để có thể mang lại lợi nhuận. Như là một nguồn nhiên liệu đang phát triển, chi phí xử lý và sản xuất đối với đá phiến dầu là cao do các dự án có quy mô nhỏ và liên quan đến công nghệ đặc biệt. Một dự án hoàn chỉnh để phát triển công nghiệp đá phiến dầu đòi hỏi mức đầu tư lớn và có thể mang nhiều tiềm năng gây thiệt hại cho các doanh nghiệp khi giá dầu giảm, khi mà chi phí sản xuất dầu có thể vượt quá mức giá mà họ có thể thu lại được.
Các mỏ đá phiến dầu ở Hoa Kỳ, Estonia, Trung Quốc, và Brasil có vai trò quan trọng trong hơn 100 năm qua. Hiện tại, một vài mỏ có thể được khai thác mang lại lợi nhuận mà không cần trợ cấp. Tuy nhiên, ở một số quốc gia như Estonia, Brazil, và Trung Quốc, có ngành công nghiệp đá phiến dầu trong khi đó các quốc gia khác như Úc, Hoa Kỳ, Canada, Jordan, và Ai Cập đang dự tính thành lập hoặc tái thành lập ngành công nghiệp này.
Chi phí sản xuất một thùng dầu đá phiến nằm trong khoảng cao là 95USD/thùng và thấp là 12USD/thùng. Ngành công nghiệp đang hành động một cách thận trọng do các vụ giảm giá đã xảy ra trong suốt đợt đầu tư cho đá phiến dầu vào đầu thập niên 1980, khi đó một vụ tụt giảm giá dầu làm cho các dự án không đem lại hiệu quả kinh tế.

## Mức giá dầu cạnh tranh

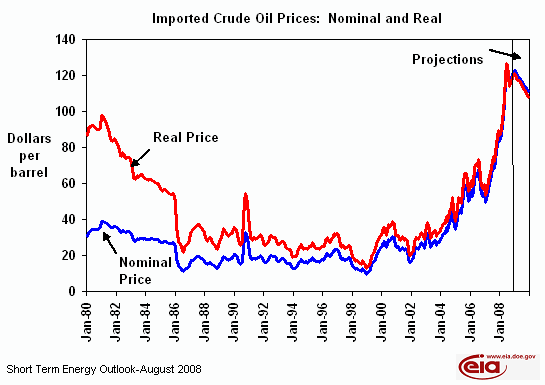
Giá dầu mỏ dự đoán và thực tế, 1980-2008

Trong suốt đầu thế kỷ 20, công nghiệp dầu thô phát triển mạnh, từ đó những nỗ lực khai thác các mỏ đá phiến dầu chỉ đạt nhiều thành công khi giá đá phiến dầu trong một khu vực cụ thể giảm xuống thấp hơn giá dầu thô hoặc so với các sản phẩm thay thế khác.
Theo cuộc khảo sát của RAND Corporation, chi phí sản xuất một thùng dầu tại một tổ hợp chưng chất trên mặt đất ở Hoa Kỳ (bao gồm mỏ, nhà máy chưng cất, nhà máy nâng cao chất lượng, hỗ trợ vận chuyển, và hoàn thổ đá phiến sét), nằm trong khoảng 70–95 USD (440–600 USD/m³, điều chỉnh theo giá năm 2005). Giá ước lượng này có xét đến sự thay đổi cấp độ chất lượng kerogen và ảnh hưởng của quá trình chiết tách. Để vận hành có lợi nhuận, giá dầu thô cần duy trì không rớt xuống các mức như dự đoán ở trên. Việc phân tích cũng xem xét đến khả năng chi phí xử lý có thể giảm xuống sau khi xây dựng tổ hợp. Một tổ hợp theo giả thuyết có thể đạt đến việc giảm chi phí khoảng 35–70% sau khi sản xuất 500 triệu thùng dầu đầu tiên, cộng với việc tăng chi phí đầu ra 25 ngàn thùng dầu trong suốt các năm sau khi bắt đầu sản xuất thương mại, RAND dự đoán rằng chi phí sẽ giảm xuống 35–48 USD/thùng (220–300 USD/m³) trong 12 năm. Sau khi đạt mốc 1 tỷ thùng, các chi phí có thể giảm xuống còn 30–40 USD/thùng (190–250 USD/m³).
Một số nhà bình luận so sánh ngành công nghiệp đá phiến dầu Hoa Kỳ với ngành công nghiệp cát dầu Athabasca , chỉ ra rằng "giai đoạn đầu tiên gặp nhiều khó khăn nhất, trong cả hai lĩnh vực kỹ thuật và kinh tế".
Royal Dutch Shell thông báo rằng công nghệ khai thác tại hiện trường của công ty này ở Colorado có thể cạnh canh với giá trên 30 đô la một thùng (190 USD/m³), trong khi các công nghệ khác với sản lượng tối đa chỉ có lời khi giá bán không thấp hơn 20 USD một thùng (130 USD/m³).

## Đầu tư trong thế kỷ 20
Vào nửa cuối thế kỷ 20, sản xuất đá phiến dầu đã dừng lại ở Canada, Scotland, Thuỵ Điển, Pháp, Úc, România, và Nam Phi do giá dầu thấp và các nguồn nhiên liệu khác cạnh tranh. Ở Hoa Kỳ, trong suốt cuộc khủng hoảng dầu hỏa năm 1973 các nhà kinh doanh hy vọng rằng giá dầu dừng ở mức cao 70 USD/thùng, và đã đầu tư rất nhiều vào ngành công nghiệp đá phiến dầu. Sản lượng đá phiến dầu thế giới đạt đỉnh điểm 46 triệu tấn vào năm 1980. Do sự cạnh tranh từ dầu giá rẻ thập niên 1980, việc đầu tư trở nên không đem lại hiệu quả kinh tế. Ngày 2 tháng 5 năm 1982, hay gọi là "Chủ nhật đen", Exxon đã hủy dự án đá phiến dầu Colony gần Parachute, Colorado trị giá 5 tỷ USD do giá dầu thấp và chi phí sản xuất tăng. Do bị lỗ trong thập niên 1980, các công ty dè dặt trong việc đầu tư vào các dự án sản xuất dầu đá phiến mới. Tuy nhiên, vào đầu thế kỷ 21, Hoa Kỳ, Canada và Jordan đã lên kế hoạch hoặc tái hoạt động các dự án thử nghiệm sản xuất dầu đá phiến, và Úc đã đề cập đến việc khởi động lại ngành công nghiệp này.
Theo tạp chí Pétrole Informations (ISSN 0755-561X) xuất bản năm 1972, sản lượng dầu đá phiến không có triển vọng so với sản phẩm hóa lỏng từ than. Bài báo chỉ ra rằng các sản phẩm hóa lỏng từ than rẻ hơn, tạo ra nhiều dầu hơn, và ít gây tác động môi trường hơn so với việc tách từ đá phiến dầu. Nó cũng chỉ ra rằng tỷ số chuyển đổi là 650 lít dầu từ 1 tấn than, trong khi đó tạo ra 150 lít dầu từ 1 tấn dầu đá phiến.

## Tiêu thụ năng lượng
Việc tính toán giá trị tới hạn của đá phiến dầu dựa trên tỷ số năng lượng sử dụng để sản xuất dầu, so với năng lượng thu lại (Energy Returned on Energy Invested - EROEI). Do quá trình chiết tách sử dụng năng lượng cường độ cao, làm tăng chí phí sản xuất dầu, hoặc năng lượng nói chung sẽ làm tăng chi phí chiếu tách dầu từ đá phiến dầu. Nhìn chung, đối với các quá trình sản xuất ngoài hiện trường (ex-situ), đá phiến dầu được khai thác, vận chuyển, và chưng cất, và các vật liệu thải phải được thải chiến ít nhất là 40% giá trị năng lượng trong sản xuất dầu. Một nghiên cứu năm 1984 tính toán rằng chỉ số EROEI của các mỏ đá phiến dầu khác nhau dao động trong khoảng 0,7-13,3. Royal Dutch Shell thông báo rằng chỉ số EROEI khoảng 3 - 4 đối với các mỏ công ty này đang khai thác thuộc dự án Mahogany, là dự án sử dụng điện nung đá phiến lên đến 260 °C (500 °F).

 Nếu so với việc khai thác dầu truyền thống thì tỷ lệ là 5:1. EROEI sẽ ít quan trọng đối với các nguồn tài nguyên sinh năng lượng thấp.

## Tiêu thụ nước
Khai thác tài nguyên đá phiến dầu sẽ đòi hỏi một lượng lớn cho hoạt động khai thác và vận hành các nhà máy, và liên quan đến tốc độ phát triển kinh tế. Năm 1980, Văn phòng đá giá chiến lực Hoa Kỳ ươc tính cần 2,3 đến 5,7 thùng nước để sản xuất ra một thùng dầu. Đối với ngành công nghiệp đá phiến dầu, sản xuất 2,5 triệu thùng/ngày thì cần khoảng 105 đến 315 triệu thùng nước một ngày(Hoa Kỳ). Số liệu này bao gồm nước sử dụng cho phát điện, xử lý nhiệt tại hiện trường, lọc, tinh chế, kiểm soát bụi và các nhu cầu của nhân công tại nơi làm việc. Khu dân cư và các nhu cầu khác liên quan đến tốc độ tăng dân số có quan hệ với sự phát triển công nghiệp cần thêm 58 triệu thùng một ngày. Ở đây, với mức 2,5 triệu thùng dầu, công nghiệp đá phiến dầu cần khoảng 220 triệu m³ đến 520 triệu m³ nước một năm tùy thuộc vào vị trí và quá trình xử lý. Các mỏ đá phiến dầu lớn ở Hoa Kỳ nằm trong bồn trũng Green River. Mặc dù khan hiếm, nguồn nước ở miền tây Hoa Kỳ phải qua xử lý và được xem như mặt hàng buôn bán cạnh tranh trên thị trường. Royal Dutch Shell nói rằng họ đang tiến hành xin phép (mua) khai thác nước ngầm ở Colorado khi công ty này chuẩn bị khoan tìm dầu trong các mỏ đá phiến ở đây. Trong dự án Colorado Big-Thompson, giá trung bình trên một phần phân chia (0,7 hecta feet/share, hecta feet = 11.233,5 m³) đã tăng từ 2.000 USD năm 1990 đến hơn 12.000 USD vào giữa năm 2003. Giá CBT từ năm 2001 đến 2006 dao động trong khoảng 10.000 USD đến 14.000 USD/share, hay 14.000 USD đến 20.000 USD/hecta ft. Vào tháng 8 năm 2009 giá chào tại Utah (ngoài salt lake city) dao động trong khoảng 8.000 USD-15. 000 USD/ hecta foot. Ở mức 10.000 USD/ hecta foot, chi phí cho việc xin phép khai thác với công suất 2,5 triệu thùng/ngày nằm trong khoảng 1,8 tỉ - 4,2 tỉ USD.

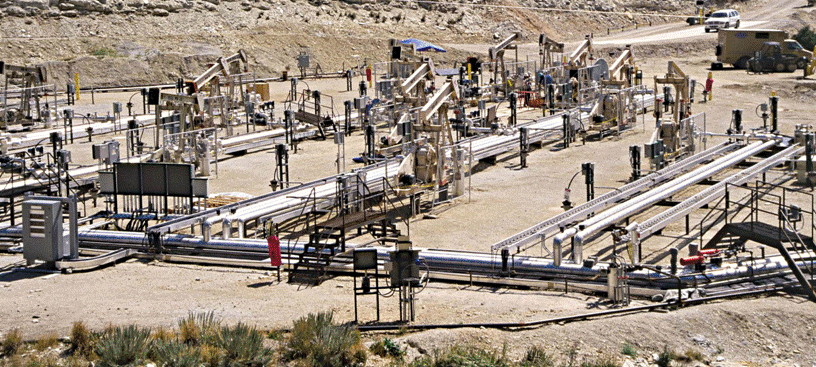
Các tổ hợp sản xuất tại hiện trường của Shell ở Piceance Basin, Colorado.

## Đồng nhiệt phân
Một số công nghệ đồng nhiệt phân làm tăng hiệu quả lọc đá phiến dầu đã được đề xuất cũng như thử nhiệm. Ở Estonia, công nghệ đồng nhiệt phân đã được thử nghiệm ở mỏ kukersite với nhiên liệu tái sinh (chất thải gỗ), cũng như chất thải cao su (tyres) và nhựa. Đồng nhiệt phân đá phiến dầu với polyetylen mật độ cao (HDPE) cũng đã được thử nghiệm ở Maroc và Thổ Nhĩ Kỳ. Đồng nhiệt phân đá phiến dầu AFSK Hom Tov của Israel với nhà máy lọc cặn bitumem. Một số thử nghiệm liên quan đến đồng nhiệt phân đá phiến dầu với lignit và chất thải cellulose. Tùy thuộc vào điều kiện phản ứng, đồng nhiệt phân có thể tạo ra một tỷ lệ chuyển đổi cao hơn vả làm chi phí sản xuất thấp hơn, và trong một số trường hợp có thể giải quyết được vấn đề liên quan đến tối ưu hóa chất thải.

## Các dự án
| Công ty                        | Địa điểm                              | Phương pháp                                                       | Tình trạng            |
| ------------------------------ | ------------------------------------- | ----------------------------------------------------------------- | --------------------- |
| Ambre Energy                   | Utah, USA                             | Nung nóng bằng điện                                               | Thử nghiệm quy mô nhỏ |
| American Shale Oil Corporation | Colorado, USA                         | Xử lý tại hiện trường (quy trình EGL)                             | Thử nghiệm            |
| Công ty dầu đá phiến Chevron   | Colorado, USA                         | Xử lý tại hiện trường cải tiến (quy trình CRUSH)                  | Thử nghiệm            |
| Eesti Energia                  | Narva, Estonia                        | chất rắn nóng tuần hoàn (quy trình Galoter)                       | Vận hành              |
| ExxonMobil                     | Colorado, USA                         | Xử lý tại hiện trường cải tiến; (ExxonMobil Electrofrac)          | Thử nghiệm            |
| Fushun Mining Group            | Fushun, China                         | Đốt trong (quy trình Fushun)                                      | Vận hành              |
| Hom Tov                        | Mishor Rotem, Israel                  | Nung nóng bằng điện (quy trình đồng nhiệt phân Hom Tov)           | Thử nghiệm            |
| Independent Energy Partners    | Colorado, USA                         | Xử lý tại hiện trường (quy trình tế bào năng lượng)               | Thử nghiệm            |
| Kiviõli Keemiatööstus          | Kiviõli, Estonia                      | Đốt trong(quy trình Kiviter)                                      | Vận hành              |
| Mountain West Energy           | Utah, USA                             | Xử lý tại hiện trường (quy trình IGE)                             | Thử nghiệm            |
| Oil Shale Exploration Company  | Utah, USA                             | Chất rắn nóng tuần hoàn (ATP); dùng khí nóng (quy trình Petrosix) | Thử nghiệm            |
| Petrobras                      | São Mateus do Sul, Paraná, Brasil     | Nung bằng khí nóng (Petrosix process)                             | Vận hành              |
| Queensland Energy Resources    | Stuart Deposit, Queensland, Australia | Nung bằng khí nóng (Paraho Indirect process)                      | Thử nghiệm quy mô nhỏ |
| Red Leaf Resources             | Utah, USA                             | Nung bằng khí nóng (EcoShale In-Capsule Process)                  | Thử nghiệm            |
| Shale Technologies LLC         | Rifle, Colorado, USA                  | Đốt trong (Paraho Direct process)                                 | Thử nghiệm quy mô nhỏ |
| Shell Frontier Oil and Gas     | Colorado, USA                         | Xử lý tại hiện trường (ICP)                                       | Thử nghiệm quy mô nhỏ |
| VKG Oil                        | Kohtla-Järve, Estonia                 | Đốt trong (Kiviter process)                                       | Vận hành              |